# Splinter
A Splinter a The Offspring együttes albuma. Az eredeti címe Chinese Democrazy lett volna, amely a Guns N’ Roses több mint 10 éven át készülő lemezére, a Chinese Democracy-re utalt volna ironikus formában, de Dexter úgy döntött, hogy mégsem ez lesz a neve, két okból: az egyik, hogy alig haladtak valamit a munkálatokkal, szerintük ez a név meg van átkozva, a másik, hogy az egyszavas albumnevek több pénzt hoztak.
1. Neocon – 1:06
2. The Noose – 3:18
3. Long Way Home – 2:23
4. Hit That – 2:49
5. Race Against Myself – 3:32
6. (Can't Get My) Head Around You – 2:15
7. The Worst Hangover Ever – 2:58
8. Never Gonna Find Me – 2:39
9. Lightning Rod – 3:20
10. Spare Me the Details – 3:24
11. Da Hui – 1:42
12. When You're in Prison – 2:33

## Egyéb
- Producer: Brendan O'Brien
- Kiadó: Columbia Records

## A zenekar
- Dexter Holland – Vokál és Gitár
- Noodles – Gitár
- Greg K. – Basszusgitár
- Ron Welty – Dob